# 自画像 (ティツィアーノ、プラド美術館)
『自画像』（じがぞう、西: Autorretrato、英: Self-Portrait）は、イタリア・ルネサンスのヴェネツィア派の巨匠ティツィアーノ・ヴェチェッリオがキャンバス上に油彩で制作した絵画である。1562年ごろ、画家が70歳を過ぎていたころに描かれている。生涯にティツィアーノは数点の自画像 (記録に残っているものだけでも6点ほどある) を描いているが、本作は、現存する2点の自画像のうちの後のもので、『画家・彫刻家・建築家列伝』を著したマニエリスム期の画家・伝記作家のジョルジョ・ヴァザーリが1566年にティツィアーノのアトリエで見た作品と同定できる。レンブラント晩年の何点かの『自画像』とともに老年芸術の最高峰に位置付けられる作品であり、美術史上最も感銘を与える自画像の1つであろう。現在、マドリードのプラド美術館に所蔵されている。

## 作品
絵画は、老年期の身体的特徴を写実的に理想化することなく描いており、若い時期の1546-1547年ごろに制作された、未完成の『自画像』 (ベルリン絵画館) に見られるような自信というものはまったく示されていない。ベルリンの『自画像』が構えて攻撃的なポーズのティツィアーノを4分の3正面向きで表している 
のに対し、本作は古代ローマの硬貨にある権力者のレリーフ (浮彫) に想を得て、横顔の画家を描いている。年老い、痩せたティツィアーノは遠くにいる感じで、離れたところを見つめており、物思いにふけっているようである。しかしながら、威厳、権威、絵画の巨匠としての証が示されている。
ティツィアーノは簡素であるが高価な衣服を身に着け、絵筆 (画面下部左側) を握っている。絵筆は控えめに登場しているが、彼に画家としての正当な地位を与えるものである。ベルリンの『自画像』や本作以前の作品で、ティツィアーノは自身の職業をまったく示唆していない。一方、この作品は、西洋美術史において芸術家が自身を画家として明らかにしている最初期の自画像の1つである。ティツィアーノの影響は非常に大きなものであったため、ディエゴ・ベラスケスやフランシスコ・デ・ゴヤを含む後代の画家たちの自画像に繋がった。前者は『ラス・メニーナス』で、後者は『カルロス4世の家族』 (ともにプラド美術館) で、自身を絵画制作中の姿で描いている。

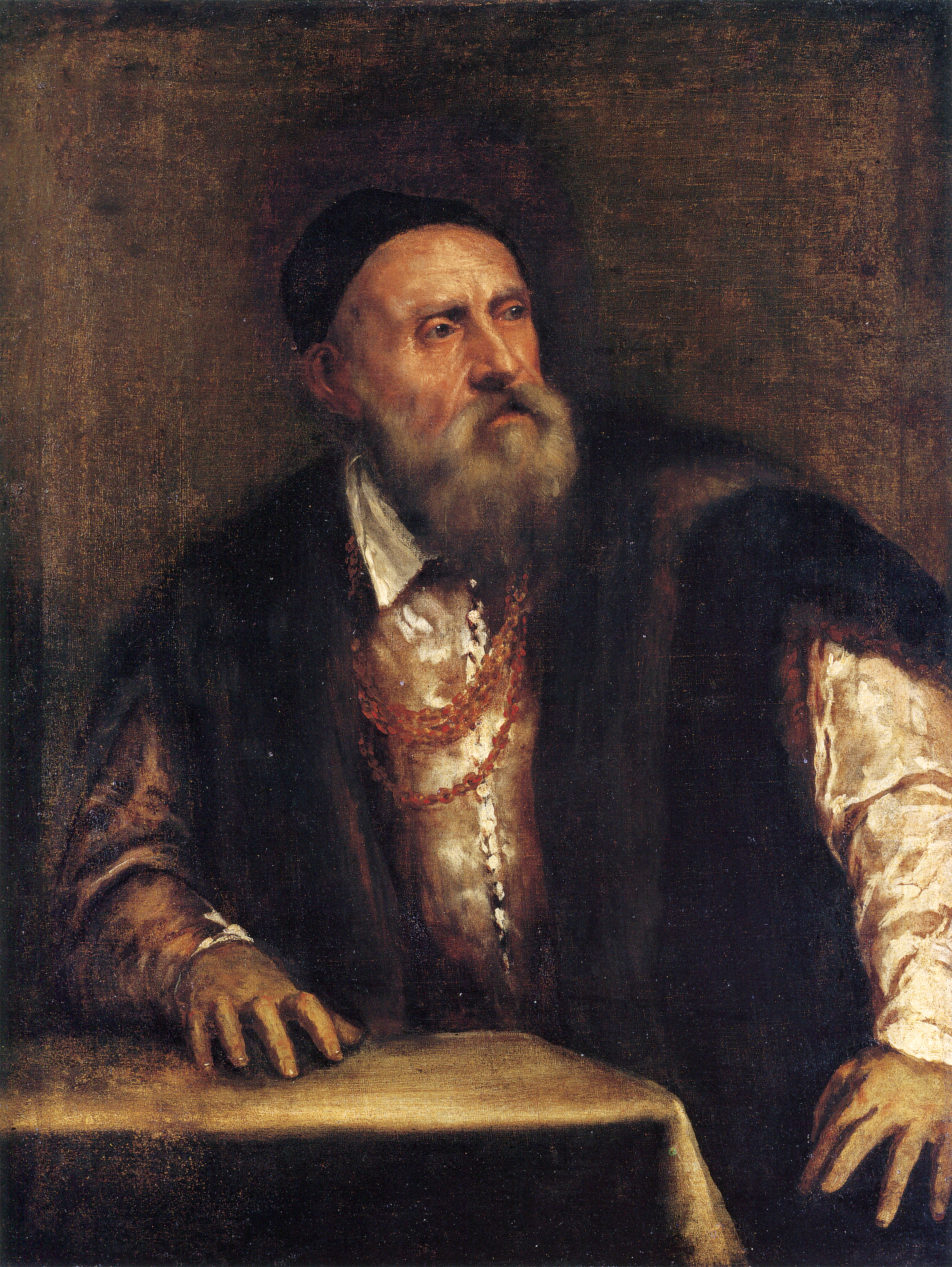
『自画像』 (1560–1562年ごろ) 、96 cm × 72 cm、絵画館 (ベルリン)

この作品はほとんどモノクロームの抑え気味の色調で描かれているが、豊かで顕著な黒色と茶色の深い色調からなっており、そこに顔と髪の毛、首の部分に小さな白色の筆致が加えられている。比較的平坦な画面であるため、鑑賞者の注意は画家の鋭角的な顔立ち (高い額、鷲鼻、長い髭、射るような窪んだ眼) に引きつけられる。この作品におけるティツィアーノの絵具と陰影の技法は、彼の後期の絶頂を示しており、ベルリンの『自画像』における身体的カリスマ性は年齢により減少しているものの、それは今や権威によって取って代わられている。
ヴァザーリは、ティツィアーノがこの時期には作品の委嘱に頼らず、いかなる庇護者の恩義も必要ないほどの十分な富を蓄積していたと述べている。 また、老境のティツィアーノが「今なお次作の意欲に溢れている」と述べているが、本作はまさにそのことを物語っている。
ティツィアーノは他者が自身をどう見ているか非常に意識しており、自身の生活を公的に極力知られないようにして、名声を保持しようとしていた。この『自画像』は、他者に映る自身のイメージを高めるために意図された作品であり、彼の高齢と地位両方に注意を引きつける。身に着けている金の鎖は、カール5世 (神聖ローマ皇帝) からティツィアーノが絵筆により「金拍車の騎士団」の称号を得ていたことを暗示する。彼の地位は、よい身なり (黒い服は、『廷臣論』 を著したバルダッサーレ・カスティリオーネにより騎士にふさわしいものとされている) と横顔の肖像 (当時は、最も高貴な人物のためだけのものでった) を通して表されている。本作はまた、画家としての自身を後世に残したいという願いから制作されている。古代ローマの硬貨に表された権力者の肖像同様、横顔の肖像であることで永遠の名声を暗示しようとしたものらしい。
なお、ティツィアーノは本作と類似しているが、丸い帽子を被った自画像を、ピエーヴェ・ディ・カドーレの彼の墓所用に意図された『聖母子と聖ティティアヌス、聖アンデレ』の中に加えている。